# زبان‌های رسمی هند

ایالت‌ها و قلمروهای اتحادیه هند برپایه رایج‌ترین زبان رسمی آن

زبان‌های پرشماری در سطح ایالت‌ها و قلمروهای هند رسمی هستند؛ هرچند هیچ زبان ملی در هند وجود ندارد. طبق ماده ۳۴۳ قانون اساسی هند، زبان رسمی این کشور هندی به خط دیواناگری است. کارها در مجلس هند فقط به زبان هندی یا انگلیسی قابل انجام است. استفاده از زبان انگلیسی در اهداف رسمی مانند مجلس، دادگستری و ارتباطات بین دولت مرکزی و دولت‌های ایالتی مجاز است.
ایالت‌ها در هند از این آزادی و قدرت برخوردار هستند که از طریق قانون، زبان (های) رسمی خود را مشخص کنند. قانون اساسی علاوه بر زبان‌های رسمی، ۲۲ زبان محلی که شامل هندی است ولی انگلیسی نه را به عنوان زبان‌های برنامه‌ریزی‌شده به رسمیت می‌شناسد که نباید با زبان رسمی کشور اشتباه گرفته شود. هندی و انگلیسی تنها دو زبانی هستند که در گذرنامه هندی از آن‌ها استفاده می‌شود.
ایالت‌ها می‌توانند زبان (های) رسمی خود را از طریق قانون‌گذاری مشخص کنند؛ بنابراین، بخشی از قانون اساسی هندوستان که با زبان‌های رسمی سروکار دارد، مفاد مفصلی را شامل می‌شود که نه تنها زبان‌های رسمی کشور بلکه زبان‌های رسمی هر ایالت و قلمرو اتحادیه و زبان‌هایی که برای برقراری ارتباط بین دولت مرکزی و ایالت‌ها استفاده می‌شود را دربر می‌گیرد.

## زبان‌های برنامه‌ریزی‌شده
| شماره | زبان     | خانواده               | سخنوران (به میلیون، ۲۰۱۱) | وضعیت رسمی در ایالت(ها) |
| ----- | -------- | --------------------- | ------------------------- | --- |
| ۱.    | آسامی    | هندوآریایی، شرقی      | ۱۵٫۳                      | آسام |
| ۲.    | بنگالی   | هندوآریایی، شرقی      | ۹۷٫۲                      | بنگال غربی، تریپورا، آسام و جارکند |
| ۳.    | بودو     | تبتی-برمه‌ای           | ۱٫۴۸                      | آسام |
| ۴.    | دوگری    | هندوآریایی، شمال غربی | ۲٫۶                       | |
| ۵.    | گجراتی   | هندوآریایی، غربی      | ۵۵٫۵                      | دادرا و نگر حویلی و دامان و دیو و گجرات |
| ۶.    | هندی     | هندوآریایی            | ۵۲۸                       | جزایر آندامان و نیکوبار، بیهار، دادرا و نگر حویلی و دامان و دیو، چتیسگر، دهلی، گجرات، هاریانا، هیماچال پرادش، جارکند، مادیا پرادش، میزورام، راجستان، اوتار پرادش، اوتاراکند و بنگال غربی |
| ۷.    | کنادا    | دراویدی               | ۴۳٫۷                      | کارناتاکا |
| ۸.    | کشمیری   | هندوآریایی، داردی     | ۶٫۸                       | |
| ۹.    | کونکانی  | هندوآریایی، جنوبی     | ۲٫۲۵                      | دادرا و نگر حویلی و دامان و دیو و گوا |
| ۱۰.   | مایتهیلی | هندوآریایی، شرقی      | ۱۳٫۶                      | جارکند |
| ۱۱.   | مالایالم | دراویدی               | ۳۴٫۸                      | کرالا، لاکشادویپ و پودوچری |
| ۱۲.   | مانیپوری | تبتی-برمه‌ای           | ۱٫۸                       | مانیپور |
| ۱۳.   | مراتی    | هندوآریایی، جنوبی     | ۸۳                        | مهاراشترا |
| ۱۴.   | نپالی    | هندوآریایی، شمالی     | ۲٫۹                       | سیکیم و بنگال غربی |
| ۱۵.   | اوریه    | هندوآریایی، شرقی      | ۳۷٫۵                      | اودیسا، جارکند و بنگال غربی |
| ۱۶.   | پنجابی   | هندوآریایی، شمال غربی | ۳۳٫۱                      | دهلی، هاریانا، پنجاب و بنگال غربی |
| ۱۷.   | سانسکریت | هندوآریایی            | ۰٫۰۲                      | هیماچال پرادش و اوتاراکند |
| ۱۸.   | سانتالی  | آستروآسیایی           | ۷٫۳                       | جارکند |
| ۱۹.   | سندی     | هندوآریایی، شمال غربی | ۲٫۷                       | |
| ۲۰.   | تامیلی   | دراویدی               | ۶۹                        | تامیل‌نادو و پودوچری |
| ۲۱.   | تلوگو    | دراویدی               | ۸۱٫۱                      | آندرا پرادش، تلانگانا و پودوچری |
| ۲۲.   | اردو     | هندوآریایی، مرکزی     | ۵۰٫۷                      | جامو و کشمیر، تلانگانا، جارکند، دهلی، بیهار، اوتار پرادش و بنگال غربی |

## زبان‌های رسمی ایالت‌ها و قلمروهای اتحادیه
زبان‌های رسمی ایالت‌های هند

| شماره | ایالت          | زبان (های) رسمی              | زبان (های) رسمی فرعی |
| ----- | -------------- | ---------------------------- | --- |
| ۱.    | آندرا پرادش    | تلوگو                        | انگلیسی |
| ۲.    | آروناچال پرادش | انگلیسی                      | |
| ۳.    | آسام           | آسامی                        | بنگالی در سه ناحیه در دره باراک، بودو در مناطق شورای قلمروی بودولند                                                                             |
| ۴.    | بیهار          | هندی                         | اردو |
| ۵.    | چتیسگر         | هندی                         | چتیسگری |
| ۶.    | گوا            | کونکانی، انگلیسی             | مراتی |
| ۷.    | گجرات          | گجراتی                       | هندی |
| ۸.    | هاریانا        | هندی                         | انگلیسی، پنجابی |
| ۹.    | هیماچال پرادش  | هندی                         | سانسکریت |
| ۱۰.   | جارکند         | هندی                         | بنگالی، بوجپوری، هو، خاریا، خورتا، کورمالی، کوروخ، ماگهی، مایتهیلی، مونداری، سادری، اوریه، سانتالی، اردو                                        |
| ۱۱.   | کارناتاکا      | کانارا                       | انگلیسی |
| ۱۲.   | کرالا          | مالایالم                     | انگلیسی |
| ۱۳.   | مادیا پرادش    | هندی                         | |
| ۱۴.   | مهاراشترا      | مراتی                        | |
| ۱۵.   | مانیپور        | مانیپوری                     | انگلیسی |
| ۱۶.   | مگالایا        | انگلیسی                      | کهاسی و گارو |
| ۱۷.   | میزورام        | میزو                         | انگلیسی، هندی |
| ۱۸.   | ناگالند        | انگلیسی                      | |
| ۱۹.   | اودیسا         | اوریه                        | |
| ۲۰.   | پنجاب          | پنجابی                       | |
| ۲۱.   | راجستان        | هندی                         | |
| ۲۲.   | سیکیم          | انگلیسی، نپالی، سیکیمی، لپچا | گورونگ، لیمبو، ماگار، موخیا، نواری، رای، شرپا و تامانگ                                                                                          |
| ۲۳.   | تامیل‌نادو      | تامیلی                       | انگلیسی |
| ۲۴.   | تلانگانا       | تلوگو                        | اردو |
| ۲۵.   | تریپورا        | بنگالی، انگلیسی، کوکبوروک    | |
| ۲۶.   | اوتار پرادش    | هندی                         | اردو |
| ۲۷.   | اوتاراکند      | هندی                         | سانسکریت |
| ۲۸.   | بنگال غربی     | بنگالی، انگلیسی              | نپالی در دارجیلینگ و بخش‌های کورسئونگ؛ اردو، هندی، اوریه، سانتالی، پنجابی، کامتاپوری، رنگپوری، کورمالی و کوروخ در مناطقی با بیش از ۱۰ درصد جمعیت |

فهرست زبان‌های رسمی قلمروهای اتحادیه هند
| شماره | قلمرو اتحادیه                   | زبان (های) رسمی              | زبان (های) رسمی فرعی |
| ----- | ------------------------------- | ---------------------------- | -------------------- |
| ۱.    | جزایر آندامان و نیکوبار         | هندی، انگلیسی                | بنگالی               |
| ۲.    | چندی‌گر                          | انگلیسی                      |                      |
| ۳.    | دادرا و نگر حویلی و دامان و دیو | گجراتی، کونکانی، مراتی، هندی |                      |
| ۴.    | دهلی                            | هندی، انگلیسی                | اردو، پنجابی         |
| ۵.    | لاکشادویپ                       | مالایالم،                    | انگلیسی              |
| ۶.    | جامو و کشمیر                    | اردو                         |                      |
| ۷.    | لداخ                            | اردو، انگلیسی                |                      |
| ۸.    | پودوچری                         | تامیلی، فرانسوی، انگلیسی     | تلوگو، مالایالم      |

## ارتباطات دولت مرکزی-ایالتی و بین‌ایالتی
زبان ارتباطات بین دولت مرکزی و دولت ایالتی یا اشخاص و همچنین ایالت‌های مختلف توسط قانون زبان‌های رسمی و برای ایالت‌های غیر از تامیل نادو توسط قوانین رسمی زبان مشخص می‌شود. ارتباط بین ایالت‌هایی که از زبان هندی به عنوان زبان رسمی خود استفاده می‌کنند، لازم است به زبان هندی باشد، در حالی که ارتباط بین ایالتی که زبان رسمی آن هندی است و ایالتی که نیست، لازم است به زبان انگلیسی باشد، یا به زبان هندی به همراه ترجمه انگلیسی باشد (مگر این‌که ایالت غیرهندی موافقت خود را با ترجمه اعلام کند).
ارتباط بین دولت مرکزی و ایالت‌های «منطقه A» که از هندی به عنوان زبان رسمی خود استفاده می‌کنند و با افرادی که در آن ایالت‌ها زندگی می‌کنند، به‌طور کلی به زبان هندی است، مگر در موارد خاص. ارتباط با دسته دوم یعنی ایالات «منطقه B» (در حال حاضر گجرات، مهاراشترا و پنجاب) که از زبان هندی به عنوان زبان رسمی خود استفاده نمی‌کنند، اما برای برقراری ارتباط با دولت مرکزی زبان هندی انتخاب شده‌است، معمولاً به زبان هندی است، در حالی که ارتباطات ارسال شده به فرد در آن ایالت‌ها ممکن است به زبان هندی و انگلیسی باشد. ارتباطات با سایر ایالات «منطقه C» و با افرادی که در آن‌ها زندگی می‌کنند به زبان انگلیسی است.